# NGC 7285
NGC 7285 é uma galáxia espiral barrada (SBa) localizada na direcção da constelação de Aquarius. Possui uma declinação de -24° 50' 26" e uma ascensão recta de 22 horas, 28 minutos e 37,8 segundos.